# وینفیلد (تنسی)
وینفیلد (به انگلیسی: Winfield) شهری در ایالت کشور ایالات متحده آمریکا است که جمعیت آن در سرشماری سال ۲۰۱۰ میلادی، ۹۶۷ نفر بوده‌است.